# 1. Līga 2020
La 1. Līga 2020 è stata la 29ª edizione della seconda divisione del campionato lettone di calcio. La stagione è iniziata il 6 luglio e si è conclusa anzitempo l'11 ottobre 2020, a seguito della decisione della LFF, data la pandemia di COVID-19, di interrompere tutti i campionati nazionali eccetto la Virslīga. Il Lokomotiv Daugavpils ha vinto il campionato per la prima volta nella sua storia.

## Stagione

### Novità
Il campionato è composto da 9 squadre, una in meno rispetto alla stagione precedente: a fronte della promozione in Virslīga del Tukums 2000 e delle retrocessioni del New Project, dello Staiceles Bebri e del Balvu, sono stati colmati solo tre posti vacanti: dalla 2. Līga è stato promosso il Lokomotiv Daugavpils (ex LDZ Cargo) ed è stato ripescato il Saldus. Inoltre dallo Staiceles si è scisso alla fine della scorsa stagione il Dinamo Rīga, che è stato riammesso in 1. Līga.

### Formula
Le dieci squadre partecipanti si affrontano in gironi di andata-ritorno-andata, per un totale di 27 giornate. La squadra prima classificata viene promossa in Virslīga, mentre la seconda disputa uno spareggio contro la penultima della Virslīga. Le squadre classificate agli ultimi due posti retrocedono in 2. Līga.

## Squadre partecipanti
| Club                 | Città      | Stagione precedente                     |
| -------------------- | ---------- | --------------------------------------- |
| Auda Ķekava          | Rīga       | 5° in 1. Līga                           |
| Dinamo Rīga          | Rīga       | 9° in 1. Līga, riammesso                |
| Grobiņa              | Grobiņa    | 7° in 1. Līga                           |
| JDFS Alberts         | Rīga       | 4° in 1. Līga                           |
| Lokomotiv Daugavpils | Daugavpils | Vincitore degli spareggi in 2. Līga     |
| Rēzeknes FA          | Rēzekne    | 6° in 1. Līga                           |
| Saldus               | Saldus     | Semifinalista degli spareggi in 2. Līga |
| Smiltene             | Smiltene   | 3° in 1. Līga                           |
| Super Nova           | Rīga       | 2° in 1. Līga                           |

## Classifica finale
Nota: a seguito della conclusione anticipata del torneo, la classifica tiene conto della media punti per partite disputate.
|  | Pos. | Squadra              | MP    | Pt | G  | V  | N | P | GF | GS | DR  |
|  | ---- | -------------------- | ----- | -- | -- | -- | - | - | -- | -- | --- |
|  | 1.   | Lokomotiv Daugavpils | 2,583 | 31 | 12 | 10 | 1 | 1 | 39 | 10 | +29 |
|  | 2.   | Auda Ķekava          | 2,154 | 28 | 13 | 9  | 1 | 3 | 32 | 15 | +17 |
|  | 3.   | Grobiņa              | 1,500 | 18 | 12 | 5  | 3 | 4 | 23 | 14 | +9  |
|  | 4.   | JDFS Alberts         | 1,500 | 18 | 12 | 5  | 3 | 4 | 11 | 16 | -5  |
|  | 5.   | Dinamo Rīga          | 1,333 | 16 | 12 | 5  | 1 | 6 | 20 | 12 | +8  |
|  | 6.   | Super Nova           | 1,230 | 16 | 13 | 4  | 4 | 5 | 20 | 20 | 0   |
|  | 7.   | Rēzeknes FA          | 1,077 | 13 | 12 | 4  | 1 | 7 | 14 | 32 | -18 |
|  | 8.   | Smiltene             | 0,857 | 11 | 13 | 3  | 2 | 8 | 18 | 40 | -22 |
|  | 9.   | Saldus               | 0,363 | 4  | 11 | 0  | 4 | 7 | 8  | 26 | -18 |

Legenda:
      Promossa in Virslīga 2021
 Ammessa allo spareggio promozione-retrocessione
      Retrocessa in 2. Līga 2021
Note:
Tre punti a vittoria, uno a pareggio, zero a sconfitta.
La classifica viene stilata secondo i seguenti criteri:
- Punti conquistati
- Punti conquistati negli scontri diretti
- Differenza reti negli scontri diretti
- Partite vinte
- Differenza reti generale
- Reti totali realizzate
- Miglior rapporto goal (goal fatti/goal subiti)
- Fair-play ranking
- Spareggio

## Spareggio promozione/retrocessione
Lo spareggio inizialmente previsto tra il Metta/LU, nono classificato in Virslīga, e l'Auda, secondo classificato della 1. Līga, non viene disputato ed entrambe le squadre rimangono nelle rispettive categorie.